# Асъя кыа

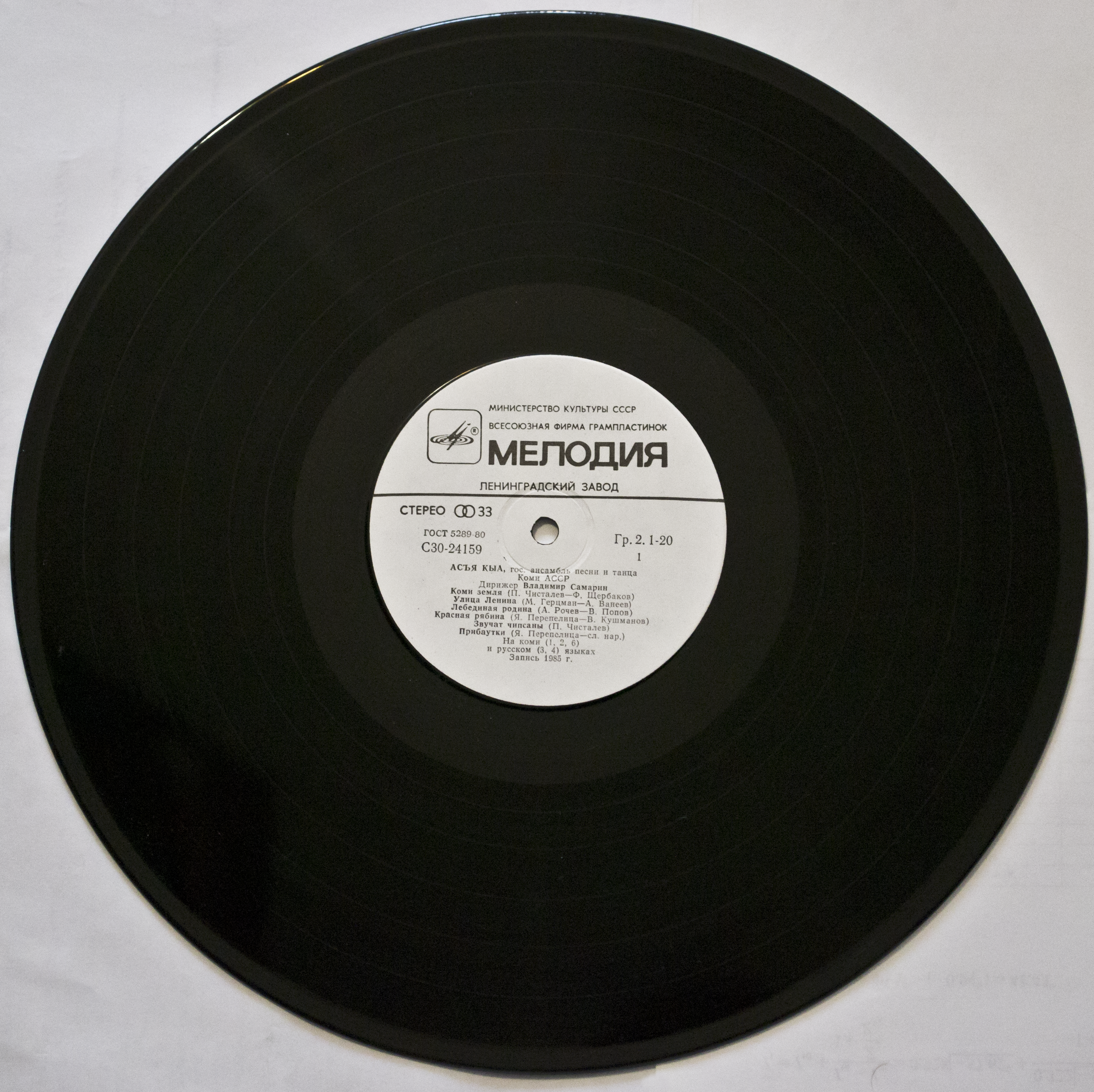
Грампластинка ансамбля, 1986

Государственный ансамбль песни и танца Республики Коми имени Виктора Морозова «Асъя Кыа»  — первый профессиональный художественный коллектив Республики Коми, основывающий своё творчество на самобытной культуре народа коми. Песни, танцы, колоритная музыка ощутимо передают характер, обычаи, традиции, поверья северного народа и весь окружающий его мир. В программах ансамбля впервые были выведены на сцену коми национальные бытовые инструменты (чипсаны, пöляны, различные шумовые — постучалочки, сярган, зиль-зёль и др.) Песни исполняются как на русском, так и на коми языках. С коми языка «Асъя кыа» переводится как "Утренняя заря". Создан 11 марта 1939 г.

## Награды
- Лауреат Всесоюзных конкурсов (1967 г., 1970 г.)
- Лауреат Всероссийских конкурсов (1979 г., 1986 г.)
- Государственная премия им. В. Савина (1977 г.)
- Премия Коми Комсомола (1978 г.)